# Fernand Philippart
Marie-Fernand Philippart, né le 22 août 1870 à Tournai en Belgique et mort le 3 mai 1934 à Bordeaux, est un homme politique et entrepreneur bordelais. Il a été maire de Bordeaux de novembre 1919 à mai 1925.

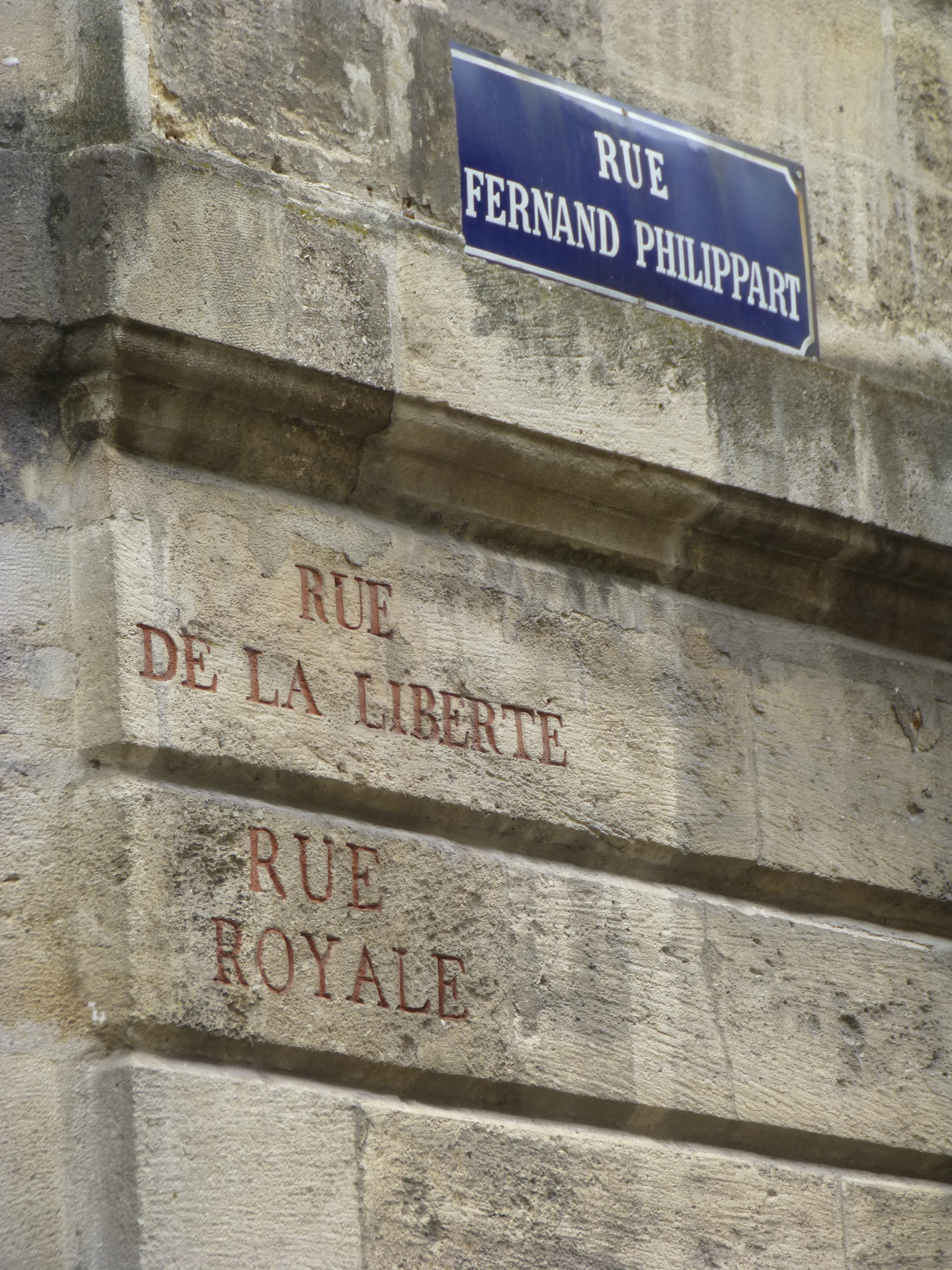
Rue Fernand Philippart

## Biographie
Alors que Fernand est en bas âge, son père belge et sa mère française s'installent en France où ils se font naturaliser français. Après des études au collège de Rodez, Fernand Philippart s'oriente vers le commerce colonial. De retour du Sénégal, il fonde en 1895 une société d'import-export puis, en 1896 avec un associé la Grande huilerie bordelaise (GHB). Fernand Philippart accède ainsi au rang de grand négociant au patronat bordelais. 
Il est élu sur la liste d'Union républicaine nationale, maire de Bordeaux en 1919. Le 1er mars 1920, il accueille le président de la République Paul Deschanel.
Fernand Philippart se consacre à des œuvres de solidarité et de prévoyance. À sa réputation de grand homme d'affaires s'ajoute celle d'un patron social, il développe les services médicaux gratuits et multiplie les caisses de retraite. En 1919, il organisa un groupement des patrons sociaux. 
Ses plus grands opposants viennent de l'extrême-droite et de l'Action française. Aux élections municipales de mai 1925, il est battu par le socialiste Adrien Marquet et se retire de la vie politique.
À l'issue de son mandat municipal, Ferdinand Philippart créa en octobre 1928 le Comité bordelais des assurances sociales. Cette association était destinée à fournir aux entreprises un soutien logistique à la mise en œuvre de la  nouvelle loi sur les Assurances Sociales obligatoires en organisant des sociétés mutuelles.
En 1931, il est membre de l'Académie  nationale des sciences, belles-lettres et arts de Bordeaux.

## Distinctions
- Officier de la Légion d'honneur (1933).

## Fonctions
- Maire de Bordeaux de novembre 1919 à mai 1925
- Président du Comité bordelais d'action sociale d'octobre 1928 à mai 1934[4]
- Président de la Caisse chirurgicale mutuelle de la Gironde de juin 1932 à mai 1934[4]

## Mémoire
- Une rue de bordeaux porte son nom. Celle-ci relie la place de la Bourse et la place du Parlement[5].
- Un buste de Fernand Philippart réalisé en 1924 par Gaston Veuvenot Leroux. Le buste est exposé au musée des beaux-arts de Bordeaux[6].